# Orvillers-Sorel
Orvillers-Sorel és un municipi francès, situat al departament de l'Oise i a la regió dels Alts de França. L'any 2007 tenia 523 habitants.

## Demografia

### Població
El 2007 la població de fet d'Orvillers-Sorel era de 523 persones. Hi havia 163 famílies de les quals 25 eren unipersonals (4 homes vivint sols i 21 dones vivint soles), 38 parelles sense fills, 96 parelles amb fills i 4 famílies monoparentals amb fills.
La població ha evolucionat segons el següent gràfic:
Habitants censats

### Habitatges
El 2007 hi havia 195 habitatges, 163 eren l'habitatge principal de la família, 21 eren segones residències i 11 estaven desocupats. 192 eren cases i 3 eren apartaments. Dels 163 habitatges principals, 133 estaven ocupats pels seus propietaris, 27 estaven llogats i ocupats pels llogaters i 3 estaven cedits a títol gratuït; 1 tenia una cambra, 5 en tenien dues, 28 en tenien tres, 31 en tenien quatre i 97 en tenien cinc o més. 127 habitatges disposaven pel capbaix d'una plaça de pàrquing. A 66 habitatges hi havia un automòbil i a 88 n'hi havia dos o més.

### Piràmide de població
La piràmide de població per edats i sexe el 2009 era:
| Homes | Edats   | Dones |
| ----- | ------- | ----- |
| 0     | 95 o +  | 0     |
| 0     | 90 a 94 | 0     |
| 0     | 85 a 89 | 12    |
| 0     | 80 a 84 | 0     |
| 8     | 75 a 79 | 0     |
| 0     | 70 a 74 | 8     |
| 16    | 65 a 69 | 4     |
| 12    | 60 a 64 | 28    |
| 4     | 55 a 59 | 4     |
| 4     | 50 a 54 | 4     |
| 12    | 45 a 49 | 8     |
| 20    | 40 a 44 | 8     |
| 32    | 35 a 39 | 28    |
| 8     | 30 a 34 | 20    |
| 8     | 25 a 29 | 28    |
| 4     | 20 a 24 | 4     |
| 20    | 15 a 19 | 20    |
| 20    | 10 a 14 | 24    |
| 24    | 5 a 9   | 16    |
| 16    | 0 a 4   | 8     |

## Economia
El 2007 la població en edat de treballar era de 348 persones, 228 eren actives i 120 eren inactives. De les 228 persones actives 206 estaven ocupades (118 homes i 88 dones) i 22 estaven aturades (10 homes i 12 dones). De les 120 persones inactives 14 estaven jubilades, 70 estaven estudiant i 36 estaven classificades com a «altres inactius».

### Ingressos
El 2009 a Orvillers-Sorel hi havia 163 unitats fiscals que integraven 470 persones, la mediana anual d'ingressos fiscals per persona era de 19.734 €.

### Activitats econòmiques
Dels 17 establiments que hi havia el 2007, 1 era d'una empresa extractiva, 6 d'empreses de construcció, 1 d'una empresa de transport, 1 d'una empresa d'hostatgeria i restauració, 1 d'una empresa d'informació i comunicació, 2 d'empreses financeres, 1 d'una empresa immobiliària, 3 d'empreses de serveis i 1 d'una empresa classificada com a «altres activitats de serveis».
Dels 7 establiments de servei als particulars que hi havia el 2009, 1 era una oficina de correu, 1 paleta, 1 guixaire pintor, 2 fusteries, 1 lampisteria i 1 tintoreria.
L'any 2000 a Orvillers-Sorel hi havia 4 explotacions agrícoles.

## Equipaments sanitaris i escolars
El 2009 hi havia una escola elemental integrada dins d'un grup escolar amb les comunes properes formant una escola dispersa.

## Poblacions més properes
El següent diagrama mostra les poblacions més properes.